# Ibrahim Majid
Ibrahim Majid Abdullmajid (em árabe: إبراهيم ماجد عبد المجيد; nascido em 12 de maio de 1990) é um jogador de futebol que atua como zagueiro central pelo Al-Shamal. Nascido no Kuwait, ele representou a seleção nacional do Catar.

## Carreira
Ele costumava ser atacante quando jogava pelo Al Wakrah, até que seu treinador na equipe juvenil do Al Sadd percebeu que ele tinha a habilidade e a força de um zagueiro central. Ele fez sua estreia na equipe principal do Al Sadd em 2007 contra o Al-Karamah SC.
Majid marcou um dos pênaltis decisivos na final da Liga dos Campeões da AFC de 2011 contra o Jeonbuk, ajudando o Al Sadd a conquistar o título continental pela segunda vez em sua história. Ele também marcou contra o Kashiwa Reysol na disputa de pênaltis durante a partida pelo terceiro lugar da Copa do Mundo de Clubes da FIFA de 2011.

## Gols internacionais
Última atualização: 13 de novembro de 2014.
| #  | Data                   | Local                                                 | Adversário     | Placar | Resultado | Competição                       |
| -- | ---------------------- | ----------------------------------------------------- | -------------- | ------ | --------- | -------------------------------- |
| 1. | 30 de agosto de 2008   | Estádio Internacional Rei Fahd, Riade, Arábia Saudita | Arábia Saudita | 1–0    | 1–2       | Amistoso                         |
| 2. | 26 de maio de 2009     | Estádio Jassim Bin Hamad, Doha, Catar                 | Arábia Saudita | 2–1    | 2–1       | Amistoso                         |
| 3. | 31 de maio de 2009     | Estádio Jassim Bin Hamad, Doha, Catar                 | Iraque         | 1–0    | 1–0       | Amistoso                         |
| 4. | 7 de março de 2013     | Estádio Thani bin Jassim, Doha, Catar                 | Egito          | 2–1    | 3–1       | Amistoso                         |
| 5. | 24 de maio de 2013     | Estádio Jassim Bin Hamad, Doha, Qatar                 | Letónia        | 1–1    | 3–1       | Amistoso                         |
| 6. | 13 de novembro de 2014 | Estádio Internacional Rei Fahd, Riade, Arábia Saudita | Arábia Saudita | 1–1    | 1–1       | Copa das Nações do Golfo de 2014 |